# Colydodes peruviensis
Colydodes peruviensis es una especie de coleóptero de la familia Zopheridae.

## Distribución geográfica
Habita en Perú.